# ジョン・ヴァンダーポール

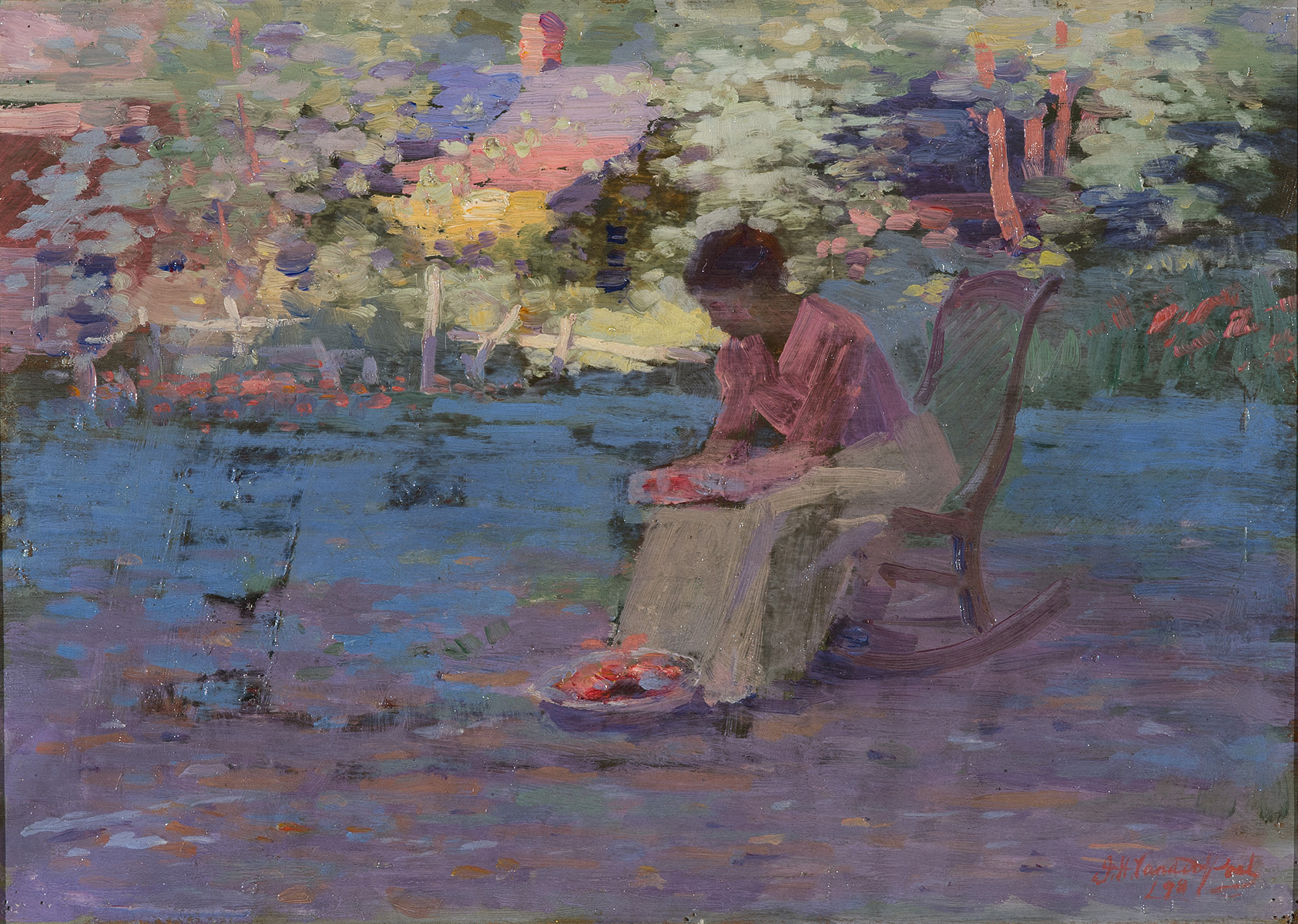
ジョン・ヴァンダーポール作「陽光と影」(1898)

ジョン・ヘンリー・ヴァンダーポール（John Henry Vanderpoel、オランダ語名:ヤン・ファン・デル・プール 、1857年11月15日 - 1911年5月2日）は、オランダ生まれのアメリカ合衆国の画家、美術教師である。シカゴ美術館附属美術大学(School of the Art Institute of Chicago)で素描を教え、人物素描の手引書「人間の形(The Human Figure)」を出版した。

## 略歴
オランダ、北ホラント州のハーレマーメールで10人兄弟の7番目の子供に生まれた。母親が1867年に亡くなった後、1869年に残された家族とアメリカ合衆国に移住した。妹のマルチダ・ヴァンダーポール(Matilda Vanderpoel: 1862-1950)も画家になった。
後にシカゴ美術館附属美術大学になるシカゴの絵画学校(Chicago Academy of Design) で学んだ。
1886年にヨーロッパに渡り、パリの私立の美術学校、アカデミー・ジュリアンで2年間学び、ギュスターヴ・ブーランジェやジュール・ジョゼフ・ルフェーブルに学んだ。1886年に親族の住む、オランダ南ホラント州のライソールド(Rijsoord)を訪れ、1887年から1892年に、ウィルヘルミナ・ダグラス・ホーリー(Wilhelmina Douglas Hawley)やアンナ・スタンリーといったアカデミー・ジュリアンのアメリカ人学生のグループを伴って、ライソールドに滞在し、写生旅行をした。

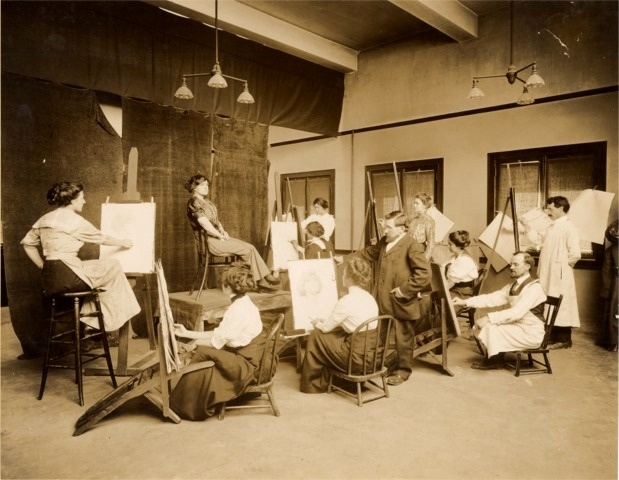
美術学校で教える1900年ころのヴァンダーポール（中央）

1892年末にアメリカに戻り、主に肖像画や人物画を描き、画家として成功した。1693年のシカゴ万国博覧会や1904年のセントルイス万国博覧会の展覧会にも作品を出展し 、セントルイス万国博覧会では賞を得た。
シカゴの絵画学校(Chicago Academy of Design) で教師となり、ヴァンダーポールの教えた学生には、J・C・ライエンデッカー(1874-1951)やフレデリック・カール・フリージキー(1874-1939)、ジョージア・オキーフ(1887-1986)らがいる。1906年に出版した素描の手引書「人間の形(The Human Figure)」は多くの鉛筆画や木炭デッサンの実例を掲載し、アメリカの美術教育で広く用いられた。
1911年にシカゴで心不全のため53歳で亡くなった。 1913年にヴァンダーポール美術協会によってシカゴに設立されたヴァンダーポール記念美術館(Vanderpoel Memorial Art Gallery)などに作品は収蔵されている。

## 作品

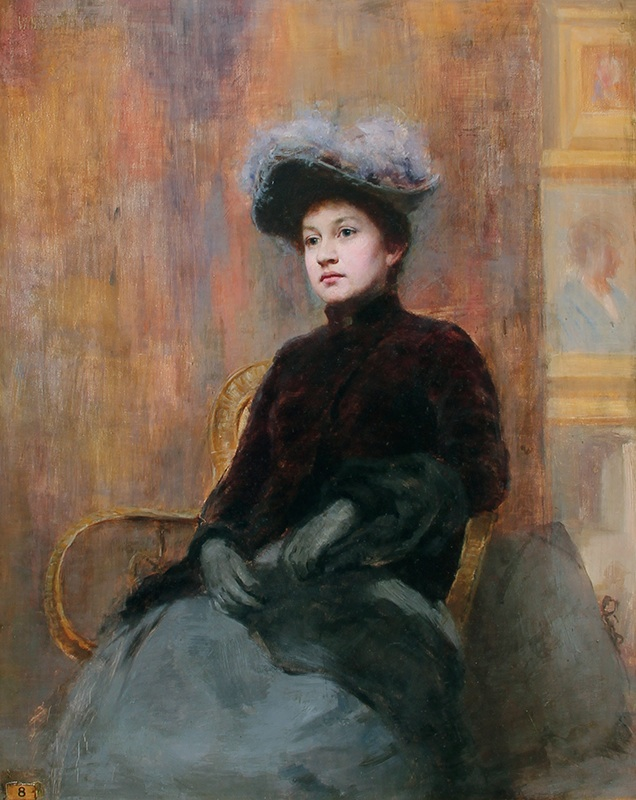
女性の肖像画 (c.1900)
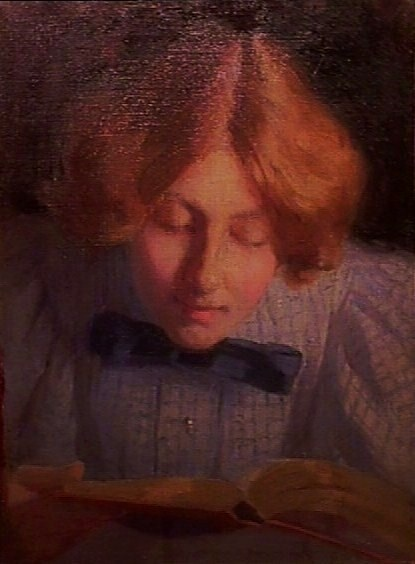
読書する女性 (c.1900)
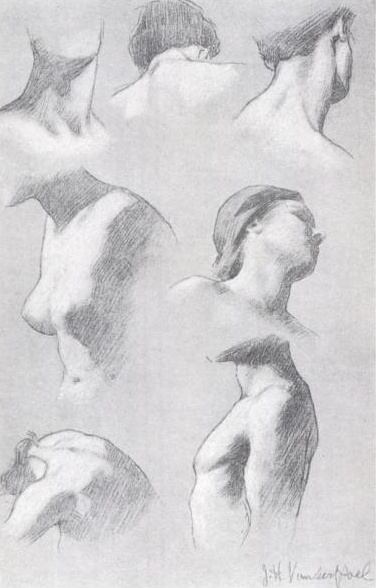
「人間の形(The Human Figure)」の図版
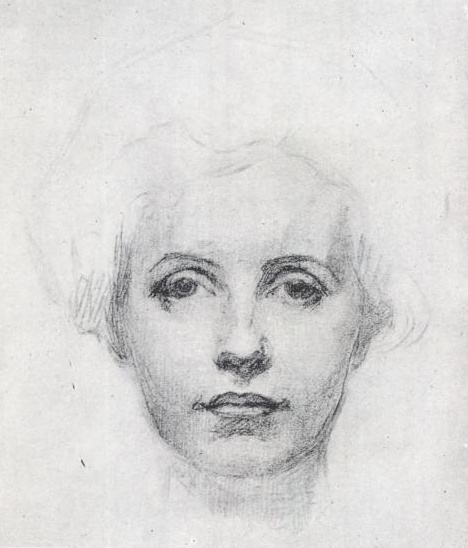
「人間の形(The Human Figure)」の図版
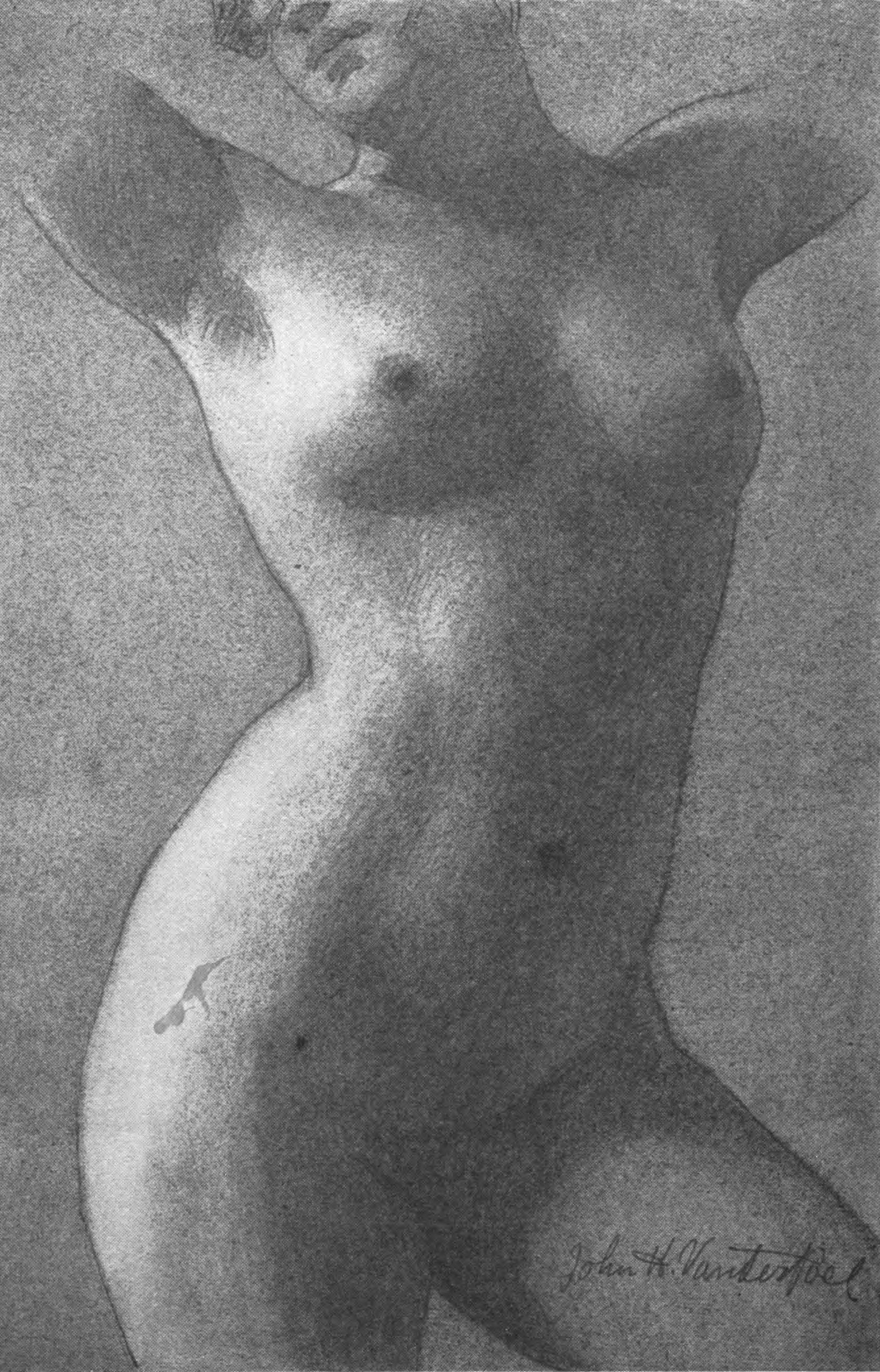
「人間の形(The Human Figure)」の図版